# Praia do José Menino
Praia do José Menino är en strand i Brasilien.   Den ligger i delstaten São Paulo, i den sydöstra delen av landet, 900 km söder om huvudstaden Brasília. Praia do José Menino ligger på ön Ilha de São Vicente.